# Lavasa

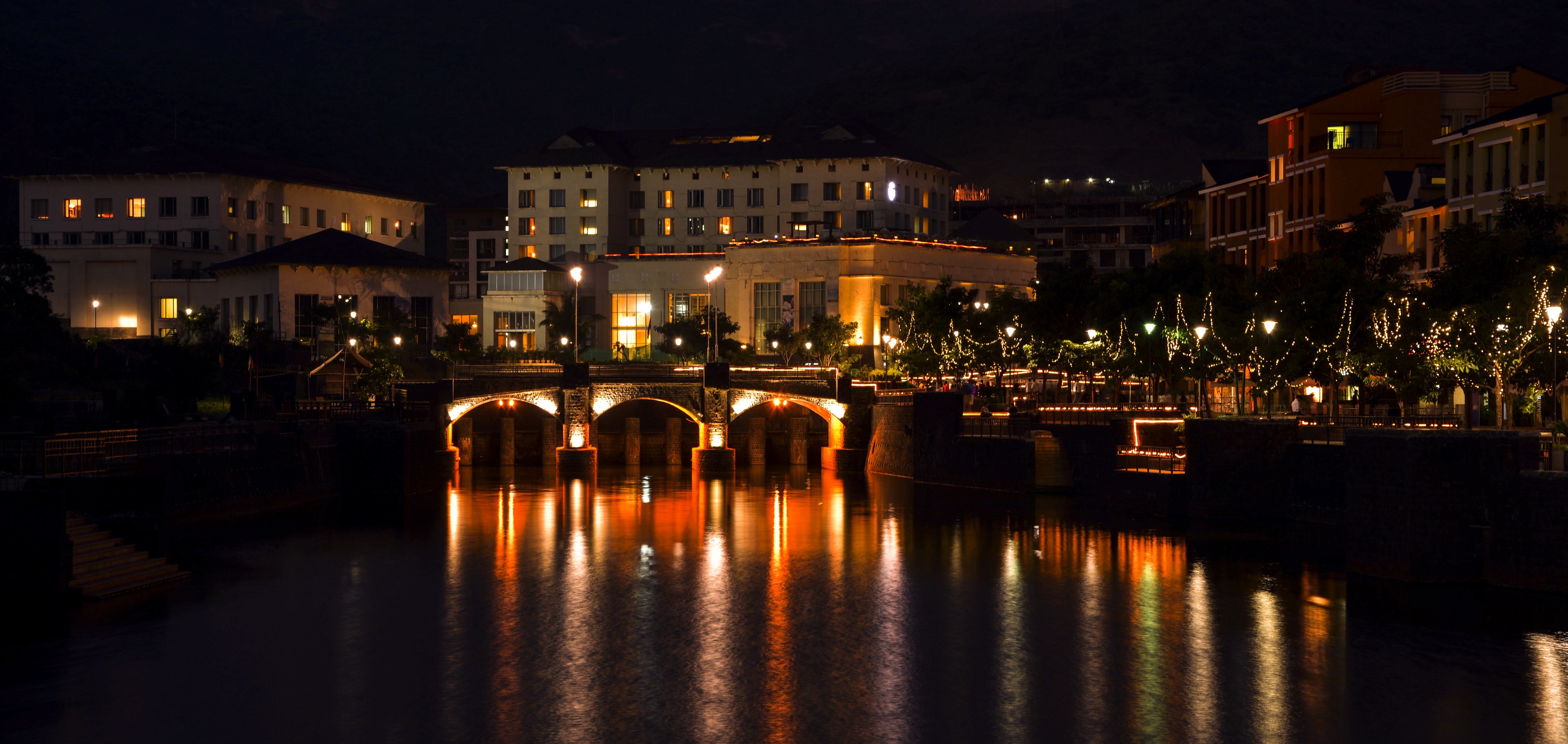
Architektur in Lavasa

Lavasa (Marathi: लवासा, lavāsā) ist eine seit 2002 gebaute Planstadt für etwa 200.000–400.000 Einwohner im indischen Bundesstaat Maharashtra mit einer Fläche von 100 km². Sie liegt etwa 200 km südöstlich der Metropole Mumbai. Sie orientiert sich stilistisch am italienischen Portofino, wobei eine Straße und mehrere Gebäude den Namen dieses Ortes tragen.
Die Stadt besteht aus 5 Towns auf 7 Hügeln.
Kritiker wenden ein, dass durch den Bau der Stadt die lokale Stammesbevölkerung aus ihrem angestammten Siedlungsgebiet vertrieben wird.